# Войт Петро Павлович
Петро́ Па́влович Во́йт (нар. 1949, с. Метанівка, Гайсинський район, Вінницька область) — український письменник, член Національної спілки письменників України (2023).

## Біографія
Народився 4 вересня 1949 року в с. Метанівка Теплицького району (тепер Теплицька селищна громада Гайсинського району Вінницької області. Початкову і середню освіту здобував у селах району Побірка та Соболівка. Після закінчення Вінницького політехнічного технікуму (1968) і служби в армії 40 років пропрацював на Ладижинській ТЕС. З виходом на пенсію присвятив себе письменництву і громадській діяльності. Дописувач на сайті «Блоги Ладижина». Учасник міського літературно-мистецького об'єднання «Стожари», історичного клубу «Гіпаніс».

Живе у Ладижині.

## Літературна діяльність
Прозаїк.

Автор книжок малої прози «Джерела України» (2019), «По стерні босоніж» (2020), «Там, де ангел ходить босим» (2021), «Посіяне — вродить» (2022); публікацій у періодиці. Пише краєзнавчі розвідки, також вірші, деякі з них стали піснями.

Згідно з п. 6.15 д Статуту НСПУ рішенням Секретаріату організації від 21 грудня 2023 р. прийнятий до спілчанських лав.

## Відзнаки
- Літературна премія імені Михайла Стельмаха журналу «Вінницький край» (2019);[4]
- Літературно-мистецька премія «Кришталева вишня» (2024).[5]